# 엑토르 발다시
엑토르 왈테르 발다시(Héctor Walter Baldassi, 1966년 1월 5일 ~ )는 아르헨티나의 축구 심판으로, 그의 별명은 "라 코네하"(La Coneja, 스페인어로 "토끼"라는 뜻)이다.
그는 1998년 아르헨티나 프리메라 디비시온 심판으로 데뷔했으며, 2000년에 국제 축구 연맹으로부터 국제 심판 자격을 취득, 같은 해 7월 25일에 열린 베네수엘라와 칠레의 2002년 FIFA 월드컵 남미 지역 예선 경기에서 처음으로 국제 심판으로 활동하였다.
그는 2004년 코파 아메리카에서 페루와 볼리비아, 브라질과 코스타리카의 조별 예선 두 경기, 파라과이와 우루과이의 8강전 경기의 주심을 맡았으며, 코파 리베르타도레스 2008에서 플루미넨시와 LDU 키토의 결승전 경기의 주심을 맡았다. 그는 2007년 FIFA U-20 월드컵에서 주심을 맡을 예정이었지만 그의 보조원 가운데 한 사람이 건강 검진에서 불합격 판정을 받는 바람에 하차하고 만다.
또한 그는 2008년 하계 올림픽 축구에서 벨기에와 중화인민공화국, 네덜란드와 일본의 조별 예선 두 경기, 이탈리아와 벨기에의 8강전 경기의 주심을 맡았으며, 2010년 FIFA 월드컵에서 세르비아와 가나, 네덜란드와 일본의 조별 예선 두 경기, 스페인과 포르투갈의 16강전 경기의 주심을 맡기도 하였다.